# Fuertesiella pterichoides
Fuertesiella pterichoides är en orkidéart som beskrevs av Rudolf Schlechter. Fuertesiella pterichoides ingår i släktet Fuertesiella och familjen orkidéer. Inga underarter finns listade i Catalogue of Life.